# Tsuyoshi Hamada
Pour les articles homonymes, voir Hamada.
Tsuyoshi Hamada (浜田剛史, Hamada Tsuyoshi) est un boxeur japonais né le 29 novembre 1960 à Nakagusuku, au Japon.

## Carrière
Champion du Japon puis d'Asie OPBF des super-légers en 1984 et 1985, Tsuyoshi Hamada devient champion du monde WBC de la catégorie le 24 juillet 1986 après sa victoire par KO au premier round contre Rene Arredondo. Vainqueur ensuite de Ronnie Shields, Hiranaka perd le combat revanche contre Arredondo le 22 juillet 1987 et décide alors de mettre un terme à sa carrière sur un bilan de vingt et une victoires et deux défaites.